# Jacques Laurent
Jacques Laurent (* 5. Januar 1919 in Paris; † 29. Dezember 2000 ebenda) war ein französischer Schriftsteller und Journalist.

## Leben
Laurent erhielt seine Schulausbildung am Lycée Condorcet. Neben seinen schriftstellerischen und journalistischen Arbeiten wurde Laurent auch durch seine Arbeit in der Action française bekannt.
Jacques Laurent war Mitglied der Literaturgruppe Les Hussards. Er wurde am 26. Juni 1986 in die Académie française gewählt, wo er Fernand Braudel auf den Fauteuil 15 folgte. Nach Laurents Tod nahm am 13. Dezember 2001 Frédéric Vitoux diesen Platz ein.

## Rezeption
Laurent schrieb auch unter verschiedenen Pseudonymen: Cécil Saint-Laurent beziehungsweise Cécil St. Laurent (Volksromane, darunter die Serie Caroline Chérie), Albéric Varenne (Geschichte), Gilles Bargy und Laurent Labattut (Kriminalromane), Jean Parquin (Theaterkritik) und Roland de Jarnèze (Gefühlsromane). Hinzu kommt das Werk als Maler Dupont de Ménat.

## Auszeichnungen
- 1953 Prix du Quai des Orfèvres für seinen Roman Sophie et le crime.
- 1971 Prix Goncourt für seinen Roman Les Bêtises.
- Ritter der Ehrenlegion

## Werke (Auswahl)

### Unter seinem eigenen Namen
Prosa
- La mort à boire. Roman. Stock, Paris 1976, ISBN 2-234-00547-7 (Nachdr. d. Ausg. Paris 1947).
- Les Corps tranquilles. Roman. Stock, Paris 1991, ISBN 2-234-02339-4 (Nachdr. d. Ausg. Paris 1948).
- Le Petit Canard. Roman. Grasset, Paris 1991, ISBN 2-246-13652-0 (Les cahiers rouge; 41).
- Les Bêtises. Roman. 2. Aufl. Grasset, Paris 1976, ISBN 2-253-01248-3 (Le Livre de Poche; 3526).
- Les Sous-Ensembles flous. Roman. Grasset, Paris 1981, ISBN 2-246-27051-0.
- Les Dimanches de Mademoiselle Beaunon. Roman. Grasset, Paris 1982, ISBN 2-246-27061-8.
- Le Dormeur debout. Roman. Gallimard, Paris 1986, ISBN 2-07-070496-3.
- Der Spiegel der Frauen. Roman („Le Miroir aux tiroirs“). Krüger Verlag, Frankfurt/M. 1992, ISBN 3-8105-1119-6.
- L'Inconnu du temps qui passe. Roman. Grasset, Paris 1994, ISBN 2-246-44331-8.
- Ja et la Fin de tout. Roman. Grasset, Paris 2000, ISBN 2-246-50341-8.

Sachbücher
- Paul et Jean-Paul. Essay. Grasset, Paris 1951 (Les cahiers irréguliers; 2).
- De Gaulle. Die Zerstörung einer Legende („Mauriac sous de Gaulle. Essay“). Desch Verlag, München  1966.
- Année 40. Londres, De Gaulle, Vichy ...; Essay. La Table ronde, Paris 1965 (zusammen mit Gabriel Jeantet).
- La Fin de „Lamiel“[1]. Essay. Julliard, Paris 1966.
- Au contraire. Essay. La Table ronde, Paris 1967.
- Les choses que j'ai vues au Viêt Nam m'ont fait doutere de l'intelligence accidentale. Essay. La Table ronde, Paris 1968.
- Lettre ouverte aux étudiants. Essay. Albin Michel, Paris 1969[2].
- Neuf perles de culture. Pastiches de Jean Giraudoux, Jean-Paul Sartre, Jacques Audiberti, Henry de Montherlant, Paul Claudel, Jean Cocteau, Albert Camus, François Mauriac, Jean Anouilh; Essay. 3. Aufl. Gallimard, Paris 1953 (zusammen mit Claude Martine).
- Histoire égoïste. Autobiographie. La Table ronde, Paris 1976, ISBN 2-07-036993-5.
- Le Nu vêtu et dévêtu. Essay. Gallimard, Paris 1979, ISBN 2-07-035468-7.
- Roman du roman. Essay. Gallimard, Paris 1980, ISBN 2-07-035421-0 (Colléction Idées; 421).
- Stendhal comme Stendhal ou le mensonge ambigu. Essay. Grasset, Paris 1984, ISBN 2-246-30911-5.
- Le Français en cage. Essay. Grasset, Paris 1988, ISBN 2-246-40911-X.
- Du mensonge. Essay. Plon, Paris 1994, ISBN 2-259-00348-6.
- Moments particuliers. Essays. Grasset, Paris 1997, ISBN 2-246-54921-3.
- L'Esprit des lettres. Éditions de Fallois, Paris 1999, ISBN 2-87706-358-5.[3]

### Unter dem Pseudonym Cécil Saint-Laurent
Prosa
- Caroline Chérie. Im Anfang war nur die Liebe; Roman („Caroline Chérie“). Ullstein, Frankfurt/M. 1990, ISBN 3-548-22364-8.
- Dunkelrot leuchtet der Venusstern. Caroline Chérie und Juan d'Arranda; Roman („Le Fils de Caroline Chérie“). Bastei-Lübbe, Bergisch Gladbach 1973, ISBN 3-404-00055-2.
- Wilde Rose. Roman („Les Caprices de Caroline“). Moewig Verlag, Rastatt 1982, ISBN 3-8118-2214-4.
- Das Licht erlosch im Treppenhaus. Kriminalroman („Sophie et le crime“). Amsel-Verlag, Berlin 1955 (Amsel-Kriminalromane).
- Aus dunkler Schale Gift und Lust. Lucrezia Borgia; Roman („Lucrèce Borgia“). Verlag der Europäischen Bücherei, Bonn 1954.
- Das Verbrechen des Doktor Danieli. Kriminalroman („Une sacrée salade“). Amsel-Verlag, Berlin 1955 (Amsel-Kriminalromane).
- Agités d'Alger. Les presse de la cité, Paris 1961.
- Die brennende Rose. Roman („Prénom Clotilde“). Lübbe-Verlag, Bergisch Gladbach  1972, ISBN 3-7857-0115-2.
- Gewalt und Liebe. Roman („Agités d'Alger“). Verlag Hieronimi, Bonn 1962.
- Hortense-Zyklus („Hortense 1914-18“). Bastei-Lübbe, Bergisch Gladbach 1971/72:
  - Der Sturm. Roman („L'orage“). 1971.
  - Eine Welt aus Feuer. Roman („Jusq'à Verdun“). 1971.
  - Rote Flammen im Schnee. Roman („Paix blanche, soir rouge“). 1972.
  - Schwelende Glut. Roman („L'année mutine“). 1972.
  - Vendanges sont faites. Roman. Presses de la Cité, Paris 1967[4].
- Christine oder Geschichte einer Ehe. Roman („La Bourgeoise“). Rowohlt, Reinbek 1979, ISBN 3-499-14112-4.
- Die Chamäleon-Dame („La Mutante“). Ullstein Verlag, Berlin 1983, ISBN 3-550-06368-7.
- L'Erreur. Roman. Mercure de Paris, Paris 1988, ISBN 2-07-038044-0.

### Unter dem Pseudonym Albéric Varenne
- Quand la France occupait l'Europe. 1792-1815. Perrin, Paris 1979, ISBN 2-262-00152-9 (Nachdr. d. Ausg. Paris 1948).

## Filmografie
Drehbuch
- 1953: Lucrezia Borgia (Lucrèce Borgia)
- 1954: Die Tochter der Mata Hari (La fille de Mata Hari)
- 1954: Dunkelroter Venusstern (nach seinem gleichnamigen Roman).
- 1962: Die eiserne Maske (Le masque de fer).
- 1962: Nacht über Europa: 14–18 (14-18).
- 1964: Verführungen (frei nach Stendhals De l'Amour).
- 1964: Sieg in Frankreich (La bataille de France).
- 1967: Bäumchen, Bäumchen, wechsle dich (48 heures d’amour) (& Regie)
- 1967: Lamiel – ich liebe die Liebe (frei nach Stendhals Lamiel).
- 1968: Caroline Chérie (Schön wie die Sünde) (Caroline chérie)
- 1969: Oh, diese Frauen (Les femmes)
- 1970: Hemmungslose Manon (frei nach Antoine-François Prévosts Histoire du Chevalier Des Grieux et de Manon Lescaut).

Literarische Vorlage
- 1950: Im Anfang war nur Liebe (Caroline Chérie)
- 1950: Dein Weg ist Dir bestimmt (Quai de Grenelle)
- 1952: Mein Leben für die Liebe (Un caprice de Caroline Chérie)
- 1955: Das Mädchen vom 3. Stock (Sophie et le crime)
- 1955: Frou-Frou, die Pariserin (Frou-Frou)
- 1955: Oh, la-la, Cherie (Paris canaille)
- 1955: Lola Montez
- 1959: Der Favorit der Zarin (Le secret du Chevalier d'Éon)[5]